# Arthur Hiller
Arthur Hiller, född 22 november 1923 i Edmonton i Alberta, död 17 augusti 2016 i Los Angeles i Kalifornien, var en kanadensisk-amerikansk TV- och filmregissör.

## Filmografi i urval
- 1958–1961 – Alfred Hitchcock presenterar (TV-serie) (17 avsnitt)
- 1958–1960 – Perry Mason (TV-serie) (fyra avsnitt)
- 1959–1960 – Krutrök (TV-serie) (nio avsnitt)
- 1960–1962 – Route 66 (TV-serie) (tolv avsnitt)
- 1961 – Naked City (TV-serie) (fem avsnitt)
- 1963 – Sista tåget från Wien
- 1964 – Krig och feg
- 1967 – Slaget om Tobruk
- 1970 – Love Story
- 1970 – Osmak till tusen
- 1971 – Plaza svit
- 1971 – Kliniken
- 1976 – Chicago-expressen
- 1979 – Skjut inte på tandläkaren!
- 1982 – Author! Author!
- 1984 – Ensam är pest
- 1987 – Par i damer
- 1989 – Hör upp, blindstyre!
- 1990 – Han är jag!
- 1992 – The Babe
- 1996 – Carpool
- 1997 – An Alan Smithee Film: Burn Hollywood Burn (som Alan Smithee)
- 2006 – Pucked